# Vrchotovy Janovice
Vrchotovy Janovice (deutsch Markt Janowitz) ist ein Městys in Tschechien. Er liegt 15 Kilometer südwestlich von Benešov und gehört zum Okres Benešov.

## Geographie

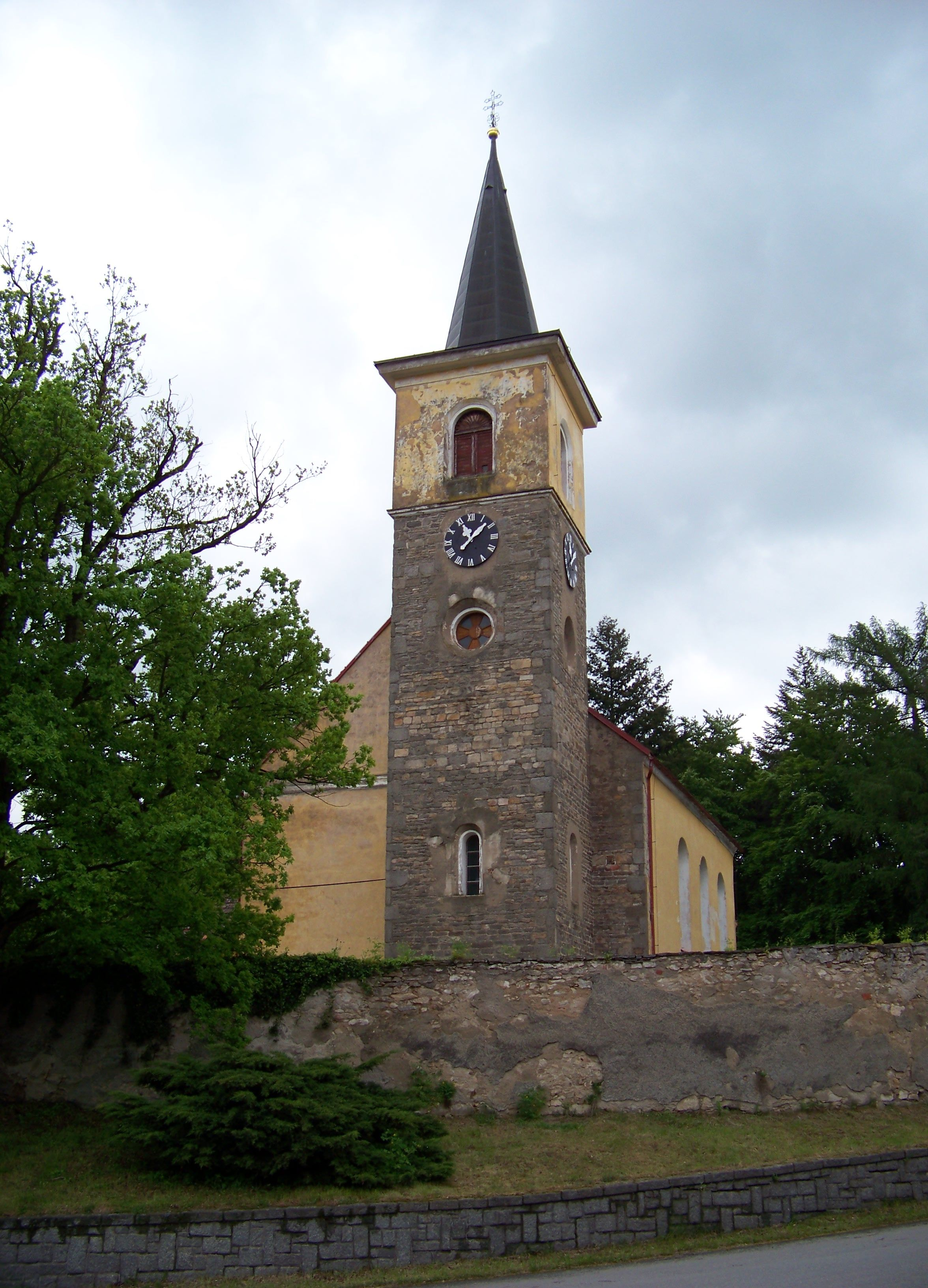
Pfarrkirche St. Martin

Vrchotovy Janovice befindet sich im Norden der Středočeská pahorkatina am Janovický potok, der nördlich den Teich Zrcadlo speist. Östlich erhebt sich der Větrák (506 m), im Westen die Pomněnina (522 m) und im Süden die Ohraženka (577 m). Südlich des Ortes verläuft die Bahnstrecke Olbramovice–Sedlčany.
Nachbarorte sind Braštiny und Braštice im Norden, Strýčkov und Slavkov im Nordosten, Podolí und Křešice im Osten, Radotín im Südosten, Babice, Čihavka und Velká Lhota im Süden, Voračice und Minartice im Westen sowie Sledovice und Mrvice im Nordwesten.

## Geschichte
Die erste urkundliche Erwähnung von Janovice erfolgte 1224 im Zusammenhang mit einem Jan von Janovice. Er entstammte einem Geschlecht, das im 13. Jahrhundert hohe Hofämter innehatte. Konrad von Janovice, dem der Ort ab 1243 gehörte, war Burgvogt auf Zvíkov. Er gilt als der Stammvater der Janovický von Janovice. Um 1350 entstand eine Wasserfeste. Im 14. Jahrhundert erfolgte eine Erbteilung zwischen den Söhnen Herbart und Pešek. Janovice erhielt der Mělníker Kanoniker Herbart von Janovice. Sein Bruder Pešek übernahm die Herrschaft nach 1387.
Am Ende der Hussitenkriege erwarb Bohuněk Vrchota von Vrchotice 1433 die Herrschaft Janovice. Die Vrchota, deren Namen der Ort heute trägt, besaßen Janovice bis 1528. 1510 verlieh Jan Vrchota Janovice das Recht zur peinlichen Gerichtsbarkeit. Der Rabenstein stand oberhalb des Kamenný rybník auf dem Šibeničný vrch (Galgenberg; 419 m) bei Strýčkov.
Nachfolgende Besitzer waren Wilhelm Osečanský von Osečany und Předbor von Radešín. Jan der Ältere von Říčany erwarb das Dorf um 1540. 1602 kaufte Jan Prostiborský von Vrtba auf Červený Hrádek Janovice. Nach der Teilung der Herrschaft im Jahre 1609 gehörte Janovice Sezima von Vrtba, der später noch Votice, Beztahov, Voračice, Kosova Hora, Neznašov, Křimice und Vojkov hinzu erwarb. Ihm folgte sein Sohn Ferdinand Franz Leopold von Vrtba. Unter Franz Ernst dem Jüngeren von Vrtba wurde die Feste zu einem Barockschloss umgestaltet. Mit ihm starb 1807 das Geschlecht im Mannesstamme aus.
Janovice fiel an Franz Joseph von Wratislaw von Mitrowitz. Das Geschlecht hielt die Herrschaft bis in die zweite Hälfte des 19. Jahrhunderts. Nach der Aufhebung der Patrimonialherrschaften bildete Janovice ab 1848 eine Gemeinde im Bezirk Seltschan. Nachfolgender Besitzer war die Familie Wedenmaier, diese musste 1879 das Schloss wegen Überschuldung an Karl Nádherný von Borutin verkaufen. Seit 1892 ist zur Unterscheidung von gleichnamigen Orten die Bezeichnung Vrchotovy Janovice gebräuchlich. Während des Zweiten Weltkrieges gehörte Vrchotovy Janovice im April 1944 zu den Orten, die bei der zweiten Etappe zur Errichtung des SS-Truppenübungsplatzes Böhmen zwangsgeräumt werden mussten. Im selben Jahre am 24. Juli wurde in Janowitz ein Außenlager des KZ Flossenbürg errichtet, in dem insgesamt bis zu 3000 Häftlinge festgehalten wurden. Die Toten des Lagers wurden zuerst in Prag, später im Schlosspark verbrannt. Das Lager wurde Ende April 1945 aufgelöst, die Häftlinge wurden nach Prag gebracht und an einen großen Häftlingstransport in Richtung Budweis (České Budějovice) angeschlossen. 
Im Mai 1945 wurde der Ort wieder besiedelt und kam nach dem Krieg zum Okres Votice. Gräfin Sidonie Nádherná von Borutín, die bereits 1942 von den Nationalsozialisten enteignet worden war, wurde nach der Machtübernahme der Kommunisten 1948 erneut enteignet und emigrierte ein Jahr später nach England. 1999 wurden ihre sterblichen Überreste nach Vrchotovy Janovice überführt.
Die Gemeinde gehört seit 1961 zum Okres Benešov. Im Jahre 1982 erfolgte die Weihe eines Gedenksteines für das KZ Janowitz. 1987 begannen Reparaturarbeiten am verfallenen Schloss. Seit 2007 besitzt Vrchotovy Janovice den Status eines Městys.

## Ortsgliederung
Die Gemeinde Vrchotovy Janovice besteht aus den Ortsteilen Braštice (Braschtitz), Hůrka (Hurka), Libohošť (Libohauscht), Manělovice (Manielowitz), Mrvice (Merwitz), Rudoltice (Rudoltitz), Šebáňovice (Schebaniowitz), Sedlečko (Sedletschko), Velká Lhota (Groß Lhota) und Vrchotovy Janovice (Markt Janowitz).

## Sehenswürdigkeiten
- Schloss Vrchotovy Janovice
- Kirche St. Martin

## Söhne und Töchter der Gemeinde
- Sidonie Nádherná von Borutín (1885–1950), Kunstmäzenin